# Rhiginia cinctiventris
Rhiginia cinctiventris är en insektsart som först beskrevs av Carl Stål 1872.  Rhiginia cinctiventris ingår i släktet Rhiginia och familjen rovskinnbaggar. Inga underarter finns listade i Catalogue of Life.